# Pratt & Whitney Canada PW600
La serie Pratt & Whitney Canada PW600 è una famiglia di motori aeronautici turboventola prodotti dall'azienda canadese Pratt & Whitney Canada e destinati a business jet di piccole dimensioni.

## Sviluppo
La Pratt & Whitney Canada iniziò lo sviluppo del progetto della serie PW600 nel 1999, presentando alla NBAA 2000 un dimostratore PW600F come possibile motorizzazione di una nuova classe di business jet di piccole dimensioni (noti con l'acronimo VLJ - Very Light Jets). Le prime case a mostrare interesse per questo tipo di motore furono l'Eclipse e la Cessna che, in seguito, adottarono rispettivamente il PW610F ed il PW615F per i loro neonati VLJ.
Il 31 ottobre del 2001 venne provato al banco per la prima volta il dimostratore PW625F da 11.1 kN. Nel 2002 iniziò lo studio del PW610F destinato all'Eclipse 500, certificato dalle autorità canadesi il 27 luglio 2006.
Per questa serie venne introdotto da parte di Pratt & Whitney un nuovo processo produttivo, che consente la produzione di tutti i motori della famiglia PW600 su una sola linea di montaggio. L'ottimizzazione modulare del motore ha poi permesso una drastica riduzione del numero dei componenti necessari all'assemblaggio (il 40% in meno rispetto ad un PW500), riuscendo nel risultato di impiegare solo 8 ore per la costruzione di un motore intero a partire dai suoi componenti base fino alla prova al banco.

## Caratteristiche
I motori della serie PW600 hanno la stessa configurazione di base, con un fan di nuovo disegno in cui pale e disco costituiscono un pezzo unico in titanio collegato da un albero ad un singolo stadio di turbina di bassa pressione. Anche l'innovativo compressore di alta pressione costituito da due soli stadi è di nuova concezione, con caratteristiche di flusso tridimensionale che lo rendono un ibrido tra un compressore assiale ed uno centrifugo. Il compressore è collegato mediante un altro albero ad uno stadio di turbina di alta pressione. Una camera di combustione anulare a flusso inverso e il controllo digitale FADEC (Full Authority Digital Engine Control) completano lo schema base del motore.
Con un diametro di soli 36,83 cm per il fan, il PW610F è uno dei più piccoli turbofan in produzione.
Il PW615F (con un fan di 40,64 cm di diametro) è invece installato sul Cessna Citation Mustang. Il motore venne certificato nel dicembre 2005, mentre il Mustang ottenne la certificazione l'8 settembre 2006. Questa versione (limitata a 5.3 kN di spinta) avrebbe dovuto motorizzare anche l'Eclipse 400, ma il fallimento della società produttrice avvenuto a fine 2008 pose fine al progetto.
Al momento, il PW617F con il fan da 44,7 cm di diametro è il motore più grande della famiglia, montato sull'Embraer Phenom 100. Ha ottenuto la certificazione il 9 settembre 2008.

## Versioni
PW610F-A - 4 kN
PW615F-A - 5.3 kN
PW617F-E - 7.2 kN
PW625F (dimostratore) - 11.1 kN

## Velivoli utilizzatori
Stati Uniti
- Cessna Citation Mustang (PW615F-A)
- Eclipse 500 (PW610F-A)

 Brasile
- Embraer Phenom 100 (PW617F-E)